# Phoenix Amongst the Ashes
Phoenix Amongst the Ashes è il quinto album del gruppo Hate Eternal, pubblicato nel 2011.

## Tracce
1. Rebirth – 1:17
2. The Eternal Ruler – 3:10
3. Thorns of Acacia – 4:29
4. Haunting Abound – 5:01
5. The Art of Redemption – 4:42
6. Phoenix Amongst the Ashes – 5:42
7. Deathveil – 3:31
8. Hatesworn – 4:48
9. Lake Ablaze – 4:29
10. The Fire of Resurrection – 3:57